# Специальный суд по Сьерра-Леоне
Специа́льный су́д по Сье́рра-Лео́не (англ. Special Court for Sierra Leone; сокращённо SCSL) — судебный орган, созданный совместно правительством Сьерра-Леоне и Организацией Объединённых Наций для преследования в судебном порядке лиц, ответственных за серьёзные нарушения международного гуманитарного права и национального законодательства Сьерра-Леоне, совершённые на территории Сьерра-Леоне после 30 ноября 1996 года во время гражданской войны. Рабочий язык суда — английский. Постоянным местом нахождения суда является Фритаун, дополнительные офисы находятся также в Гааге и Нью-Йорке.
Специальный суд относится к категории смешанных (гибридных) международных уголовных судов, при этом он создан в форме самостоятельной международной организации со специальной компетенцией.
26 апреля 2012 года за участие в военных преступлениях был осуждён бывший президент Либерии Чарльз Тейлор, став первым главой африканского государства, который был привлечён таким образом к суду.

## Создание
12 июня 2000 года Президент Сьерра-Леоне Ахмед Кабба обратился к Генеральному секретарю ООН Кофи Аннану с просьбой организовать при помощи международного сообщества судебное разбирательство над лицами, ответственными за совершение наиболее серьёзных преступлений в ходе гражданского конфликта в Сьерра-Леоне. Уже 10 августа 2000 года Совет Безопасности ООН принял Резолюцию 1315, в которой попросил Генерального секретаря начать переговоры с правительством Сьерра-Леоне по вопросу создания специального суда.
16 января 2002 года ООН и правительство Сьерра-Леоне подписали соглашение о создании Специального суда по Сьерра-Леоне. Первые сотрудники прибыли во Фритаун в июле 2002 года. По состоянию на апрель 2012 года более 40 государств внесли средства, необходимые для работы суда, среди африканских государств наибольший взнос был сделан Нигерией. В 2004, 2011 и 2012 годах Специальный суд получил финансирование в виде субвенций от ООН.

## Юрисдикция и применимое право
Специальный суд обладает полной предметной юрисдикцией в отношении любых физических лиц, которые на территории Сьерра-Леоне в период, начиная с 30 ноября 1996 года, совершили следующие виды преступлений:
- преступления против человечности, совершённые в рамках нападения на гражданское население (убийство; истребление; порабощение; депортация (высылка); заключение в тюрьму; пытки; изнасилование; сексуальное рабство, принудительная проституция, принудительная беременность и любая другая форма сексуального насилия; преследование по политическим, расовым, этническим или религиозным мотивам; другие бесчеловечные деяния);
- серьёзные нарушения статьи 3 Женевской конвенции 1949 года и Дополнительного протокола II к ней (военные преступления);
- другие серьёзные нарушения международного гуманитарного права (умышленные нападения на гражданское население не принимающих непосредственного участия в военных действиях; умышленное нападение на персонал или объекты, задействованные в оказании гуманитарной помощи или в миссии по поддержанию мира в Сьерра-Леоне; призыв или зачисление детей, не достигших 15-летнего возраста, в вооружённые формирования);
- преступления по законодательству Сьерра-Леоне (надругательство над девочками в возрасте до 14 лет; похищение девочек; поджог и разрушение жилых домов и зданий).

Специальный суд также вправе привлекать к ответственности за неуважение к суду, которое заключается в давлении и подкупе свидетелей, неявке на судебный процесс, презрительном отношении к судебной процедуре и судьям.
Специальный суд может руководствоваться Законом Сьерра-Леоне 1965 года об уголовном процессе, а также правилами и процедурами в порядке mutatis mutandis, применяемыми в Международном трибунале по Руанде. При этом Апелляционная камера при принятии решений должна руководствуются существующими решениями апелляционных палат соответственно Международного трибунала по бывшей Югославии и Международного трибунала по Руанде.

### Параллельная юрисдикция
Специальный суд имеет параллельную юрисдикцию с национальными судами Сьерра-Леоне, обладая при этом приоритетом в рассмотрении конкретных дел. Если в каком-либо суде Сьерра-Леоне в производстве находится дело, подпадающее под юрисдикцию Специального суда, он может потребовать его передачу на рассмотрение к себе.
Лица, уже осуждённые Специальным судом за совершение конкретных преступлений, согласно принципу non bis in idem не могут быть повторно привлечены к ответственности в национальных судах Сьерра-Леоне. При этом, если какое-либо лицо, наоборот, ранее было осуждено в национальном суде Сьерра-Леоне за преступления, относящиеся к юрисдикции Специального суда, то дело в отношении такого лица может быть полностью пересмотрено.

## Структура
Специальный суд состоит из трёх институтов: Секретариата, Службы обвинения и судебных камер (для судебных разбирательств и апелляций). Секретариат отвечает за общее руководство деятельностью суда. Генеральный секретарь ООН назначает обвинителя Специального Суда после консультаций с правительством Сьерра-Леоне. В свою очередь, правительство Сьерра-Леоне назначает заместителя обвинителя после консультаций с уже назначенным обвинителем и с Генеральным секретарём ООН.

### Камеры суда
В уставе суда предусмотрено, что в состав камер могут входить от восьми до одиннадцати независимых судей. Изначально Специальный суд состоял из восьми судей и включал в себя, помимо апелляционной, только одну судебную камеру. 17 января 2005 года была сформирована вторая Судебная камера. Обе судебные камеры состоят из трёх судей, среди них один назначается правительством Сьерра-Леоне, а двое других — Генеральным секретарём ООН. Апелляционная камера состоит из пяти судей, двое из которых назначаются правительством Сьерра-Леоне, а трое — Генеральным секретарём ООН. Председатель Апелляционной палаты одновременно является Президентом Специального Суда. Также существуют должности двух резервных судей, привлекаемых к судебному процессу по мере необходимости. Все судьи назначаются сроком на три года и могут быть повторно переназначены.

#### Апелляционная камера
| Имя                | Страна       | Должность       | Назначен                                               | Начало срока    | Окончание срока |
| ------------------ | ------------ | --------------- | ------------------------------------------------------ | --------------- | --------------- |
| Ширин Эвис Фишер   | США          | Президент       | Генеральный секретарь ООН                              | 2009            | 2015            |
| Эммануэль Эйула    | Нигерия      | Вице-Президент  | Генеральный секретарь ООН                              | 2002            | 2014            |
| Джордж Галага Кинг | Сьерра-Леоне | Судья           | Правительство Сьерра-Леоне                             | 2002            | 2014            |
| Рената Винтер      | Австрия      | Судья           | Генеральный секретарь ООН                              | 2002            | 2014            |
| Джон Каманда       | Сьерра-Леоне | Судья           | Правительство Сьерра-Леоне                             | 2007            | 2013            |
| Филипп Ниаму Уаки  | Кения        | Резервный судья | Правительство Сьерра-Леоне / Генеральный секретарь ООН | 27 февраля 2012 |                 |

#### Первая судебная камера
| Имя                        | Страна       | Должность                  | Назначен                   | Начало срока | Окончание срока |
| -------------------------- | ------------ | -------------------------- | -------------------------- | ------------ | --------------- |
| Пьер Буте                  | Канада       | Председательствующий судья | Генеральный секретарь ООН  | 2002         | 2014            |
| Росолу Джон Банколе Томсон | Сьерра-Леоне | Судья                      | Правительство Сьерра-Леоне | 2002         | 2014            |
| Бенджамин Мутанга Итое     | Камерун      | Судья                      | Генеральный секретарь ООН  | 2002         | 2014            |

#### Вторая судебная камера
| Имя                 | Страна            | Должность                                 | Назначен                   | Начало срока | Окончание срока |
| ------------------- | ----------------- | ----------------------------------------- | -------------------------- | ------------ | --------------- |
| Ричард Льюссик      | Самоа             | Председательствующий судья                | Правительство Сьерра-Леоне | 2005         | 2014            |
| Тереза Доэрти       | Северная Ирландия | Судья                                     | Генеральный секретарь ООН  | 2005         | 2014            |
| Джулия Себутинде    | Уганда            | Судья                                     | Генеральный секретарь ООН  | 2005         | 2014            |
| Эль-Хаджи Малик Соу | Сенегал           | Резервный судья (по делу Чарльза Тейлора) | ООН                        | 2007         | 2013            |

## Список обвиняемых
| Имя | Обвинение предъявлено | ПЧ | ВП | Пр.СЛ | Неув. | Переданы в СССЛ  | Текущий статус                                                           | ОЗ     |
| --- | --------------------- | -- | -- | ----- | ----- | ---------------- | ------------------------------------------------------------------------ | ------ |
| Сэм Бокари | 7 марта 2003          | 7  | 10 | —     | —     |                  | Умер 5 мая 2003; дело прекращено 8 декабря 2003                          | [ 16 ] |
| Алекс Брима | 7 марта 2003          | 7  | 8  | —     | —     | 10 марта 2003    | Отбывает наказание в виде лишения свободы на 50 лет в Руанде             | [ 19 ] |
| Моррис Каллон | 7 марта 2003          | 8  | 10 | —     | —     | 10 марта 2003    | Отбывает наказание в виде лишения свободы на 40 лет в Руанде             | [ 21 ] |
| Джони Пол Корома | 7 марта 2003          | 7  | 10 | —     | —     |                  | Скрылся от правосудия; по некоторым данным умер в 2003 году              | [ 24 ] |
| Сэмюэль Норман | 7 марта 2003          | 2  | 6  | —     | —     | 10 марта 2003    | Умер 22 февраля 2007; дело прекращено 21 мая 2007                        | [ 26 ] |
| Фодей Санко | 7 марта 2003          | 7  | 10 | —     | —     | 10 марта 2003    | Умер 29 июля 2003; дело прекращено 8 декабря 2003                        | [ 29 ] |
| Исса Сесай | 7 марта 2003          | 8  | 10 | —     | —     | 10 марта 2003    | Отбывает наказание в виде лишения свободы на 52 года в Руанде            | [ 21 ] |
| Чарльз Тейлор | 7 марта 2003          | 5  | 6  | —     | —     | 29 марта 2006    | Обжалование приговора о лишении свободы на 50 лет                        | [ 32 ] |
| Августин Гбао | 16 апреля 2003        | 8  | 10 | —     | —     | 10 марта 2003    | Отбывает наказание в виде лишения свободы на 25 лет в Руанде             | [ 21 ] |
| Брима Камара[A] | 28 мая 2003           | 7  | 8  | —     | 3     | 10 марта 2003    | Отбывает наказание в виде лишения свободы на 46 лет и 50 недель в Руанде | [ 19 ] |
| Моинина Фофана | 26 июня 2003          | 2  | 6  | —     | —     | 29 мая 2003      | Отбывает наказание в виде лишения свободы на 15 лет в Руанде             | [ 26 ] |
| Аллие Кондеву | 26 июня 2003          | 2  | 6  | —     | —     | 29 мая 2003      | Отбывает наказание в виде лишения свободы на 20 лет в Руанде             | [ 26 ] |
| Сантиги Кану[A] | 16 сентября 2003      | 7  | 8  | —     | 2     | 17 сентября 2003 | Отбывает наказание в виде лишения свободы на 51 год и 50 недель в Руанде | [ 19 ] |
| Брима Самура | 25 апреля 2005        | —  | —  | —     | 1     | Вызван повесткой | Оправдан 26 октября 2005                                                 | [ 39 ] |
| Маргарет Брима | 25 апреля 2005        | —  | —  | —     | 1     | Вызван повесткой | Дело завершено с испытательным сроком в 1 год (до 20 сентября 2006)      | [ 39 ] |
| Нене Ялло | 25 апреля 2005        | —  | —  | —     | 1     | Вызван повесткой | Дело завершено с испытательным сроком в 1 год (до 20 сентября 2006)      | [ 39 ] |
| Эстер Камара | 25 апреля 2005        | —  | —  | —     | 1     | Вызван повесткой | Дело завершено с испытательным сроком в 1 год (до 20 сентября 2006)      | [ 39 ] |
| Анифа Камара | 25 апреля 2005        | —  | —  | —     | 1     | Вызван повесткой | Дело завершено с испытательным сроком в 1 год (до 20 сентября 2006)      | [ 39 ] |
| Хасан Бангура | 24 мая 2011           | —  | —  | —     | 2     | 18 июня 2012     | Обжалование приговора о лишении свободы на 1 год                         | [ 45 ] |
| Сэмюэль Каргбо[B] | 24 мая 2011           | —  | —  | —     | 2     | Вызван повесткой | Обжалование приговора                                                    | [ 45 ] |
| Эрик Сенесси | 24 мая 2011           | —  | —  | —     | 9     | 15 июня 2012     | Отбывает наказание в виде лишения свободы на 2 года                      | [ 48 ] |
| Принц Тэйлор | 4 октября 2012        | —  | —  | —     | 9     | 6 октября 2012   | Обжалование приговора о тюремном заключении на 2,5 года                  | [ 51 ] |
| Комментарии A Брима Камара и Сантиги Кану также привлечены к ответственности за неуважение к суду, наказание назначено в виде лишения свободы на 1 год и 50 недель каждому. B Сэмюэль Каргбо может быть освобождён от наказания (18 месяцев тюремного заключения) за сотрудничество со следствием после окончания испытательного срока в 1 год. |                       |    |    |       |       |                  |                                                                          |        |

### Дело Чарльза Тейлора
В 2000 году ООН обвинила президента Либерии Чарльза Тейлора в торговле оружием и поддержке Объединённого революционного фронта (англ. RUF), повстанческого движения в соседней Сьерра-Леоне, в обмен на алмазы Сьерра-Леоне. В 2001 году ООН наложила санкции на торговлю алмазами Либерией. В августе 2003 года Тейлор был вынужден покинуть президентский пост и попросил убежище в Нигерии. После того как в 2006 году нигерийские власти решили экстрадировать его обратно в Либерию он скрылся. Тейлор был задержан на границе с Камеруном и 21 июля 2006 года был передан Специальному суду по Сьерра-Леоне. Из-за одиозности фигуры Чарльза Тейлора и опасений, что суд над ним может накалить обстановку во всей Западной Африке, по решению Совета Безопасности ООН он был перевезён из Африки в Гаагу, где проходил над ним суд. Он отверг все предъявленные ему обвинения в совершении преступлений против человечности и военных преступлений, а адвокаты отрицали возможность наказания их подзащитного за преступления против мирного населения чужой страны. Поэтому обвинение вменило ему в ответственность материальную поддержку повстанцев Сьерра-Леоне за счёт продажи алмазов, добытых в этой стране. Судебный процесс длился в течение шести лет.
26 апреля 2012 года Специальный суд по Сьерра-Леоне признал Чарльза Тэйлора виновным в пособничестве и подстрекательстве к военным преступлениям и в соучастии в преступлениях против человечности. Суд указал, что Тэйлору было известно о преступлениях против гражданского населения, совершаемых повстанцами Объединённого революционного фронта (ОРФ), на которых он имел «непосредственное влияние», но отверг обвинения в том, что Тэйлор командовал вооружёнными формированиями РОФ и управлял их действиями. 30 мая Специальный суд приговорил Чарльза Тэйлора к 50 годам тюремного заключения, признав его виновным по всем 11 пунктам обвинения.